# Marek Jerzy Łatas
Marek Jerzy Łatas (Myślenice; 20 de Abril de 1960) é um político da Polónia. Ele foi eleito para a Sejm em 25 de Setembro de 2005 com 9549 votos em 12 no distrito de Chrzanów, candidato pelas listas do partido Prawo i Sprawiedliwość.